# Alburquerque (Spanje)
Alburquerque is een gemeente in de Spaanse provincie Badajoz in de regio Extremadura. Alburquerque heeft 5.436 inwoners (1 januari 2016), die Alburquerqueño worden genoemd.

## Geografie
Alburquerque ligt in het noordoosten van de provincie Badajoz, dicht bij Portugal, op 45 km van de provinciehoofdstad Badajoz.
De gemeente telt een totale oppervlakte van 72.000 hectare woestijngrond op een hoogte van ca. 540 meter.

## Etymologie
De naam Alburquerque is afkomstig van het Latijnse Albus Quercus, dat “blanke eik” betekent.
Alburquerque mag niet verward worden met Albuquerque, de grootste stad in de staat New Mexico in de Verenigde Staten, die vernoemd is naar deze Spaanse plaats.

## Geschiedenis
De eerste bewoners vestigden zich in Alburquerque in de prehistorie, zoals is gebleken uit archeologische vondsten, waaronder amuletten, bijlen, pijlpunten, en rotstekeningen.
De Piscator Salmanticense, een geschrift uit 1782, vermeldt dat de plaats gesticht zou zijn door de Vettonen, een pre-romeinse stam bestaande uit Kelten en bewoners van het Iberisch Schiereiland, in 590 v.Chr., zonder dat hiervan bewijzen gevonden zijn.
De vesting wordt in 1166 onder Ferdinand II van León (1137-1188) veroverd op de Moren tijdens de Reconquista. In 1188 wordt de stad heroverd door de Arabieren en daarna opnieuw door Alfons IX van León ingenomen. Vanaf dat moment wordt er jarenlang om de stad gestreden. In 1217 neemt Alfons III de stad in en draagt haar over aan een familielid, Alonso Téllez de Meneses.
Alburquerque valt daarna ten prooi aan de strijd tussen de prinsen van Aragon, Don Enrique en Don Pedro. Koning Johan II van Castilië draagt de stad over aan don Álvaro de Luna (1390-1453). Uit deze tijd dateert ook het kasteel in het centrum, het Castillo de Luna.
Later schenkt Hendrik IV van Castilië de stad aan edelman Beltrán de la Cueva, samen met de titel Hertog van Alburquerque. Dit leidt tot ongenoegen van de bewoners, die in opstand komen. De stad wordt belegerd en in 1472 tot capitulatie gedwongen.
Tot aan de 19e eeuw blijft de stad door zijn strategische ligging ten prooi vallen aan oorlogen en twisten. In de tweede helft van de 19e eeuw beleeft ze een economische opleving.

## Demografische ontwikkeling
Bron: INE, 1857-2011: volkstellingen

## Economie
De belangrijkste inkomsten worden gevormd door de veeteelt, runderen en varkens, en de vleesverwerkingsindustrie. Daarnaast is ook het toerisme een bron van inkomsten.
Acedera · Aceuchal · Ahillones · Alange · Alburquerque · Alconchel · Alconera · Aljucén · Almendral · Almendralejo · Arroyo de San Serván · Atalaya · Azuaga · Badajoz · Barcarrota · Baterno · Benquerencia de la Serena · Berlanga · Bienvenida · Bodonal de la Sierra · Burguillos del Cerro · Cabeza del Buey · Cabeza la Vaca · Calamonte · Calera de León · Calzadilla de los Barros · Campanario · Campillo de Llerena · Capilla · Carmonita · Casas de Don Pedro · Casas de Reina · Castilblanco · Castuera · Cheles · Cordobilla de Lácara · Corte de Peleas · Cristina · Don Álvaro · Don Benito · El Carrascalejo · Entrín Bajo · Esparragalejo · Esparragosa de Lares · Esparragosa de la Serena · Feria · Fregenal de la Sierra · Fuenlabrada de los Montes · Fuente de Cantos · Fuente del Arco · Fuente del Maestre · Fuentes de León · Garbayuela · Garlitos · Granja de Torrehermosa · Guadiana · Guareña · Helechosa de los Montes · Herrera del Duque · Higuera de Llerena · Higuera de Vargas · Higuera de la Serena · Higuera la Real · Hinojosa del Valle · Hornachos · Jerez de los Caballeros · La Albuera · La Codosera · La Coronada · La Garrovilla · La Haba · La Lapa · La Morera · La Nava de Santiago · La Parra · La Roca de la Sierra · La Zarza · Llera · Llerena · Lobón · Los Santos de Maimona · Magacela · Maguilla · Malcocinado · Malpartida de la Serena · Manchita · Medellín · Medina de las Torres · Mengabril · Mérida · Mirandilla · Monesterio · Montemolín · Monterrubio de la Serena · Montijo · Navalvillar de Pela · Nogales · Oliva de la Frontera · Oliva de Mérida · Olivenza · Orellana de la Sierra · Orellana la Vieja · Palomas · Peñalsordo · Peraleda del Zaucejo · Puebla de Alcocer · Puebla de la Calzada · Puebla de la Reina · Puebla de Obando · Puebla de Sancho Pérez · Puebla del Maestre · Puebla del Prior · Pueblonuevo del Guadiana · Quintana de la Serena · Reina · Rena · Retamal de Llerena · Ribera del Fresno · Risco · Salvaleón · Salvatierra de los Barros · San Pedro de Mérida · San Vicente de Alcántara · Sancti-Spíritus · Santa Amalia · Santa Marta · Segura de León · Siruela · Solana de los Barros · Talarrubias · Talavera la Real · Táliga · Tamurejo · Torre de Miguel Sesmero · Torremayor · Torremejía · Trasierra · Trujillanos · Usagre · Valdecaballeros · Valdelacalzada · Valdetorres · Valencia de las Torres · Valencia del Mombuey · Valencia del Ventoso · Valle de Matamoros · Valle de Santa Ana · Valle de la Serena · Valverde de Burguillos · Valverde de Leganés · Valverde de Llerena · Valverde de Mérida · Villafranca de los Barros · Villagarcía de la Torre · Villagonzalo · Villalba de los Barros · Villanueva de la Serena · Villanueva del Fresno · Villar de Rena · Villar del Rey · Villarta de los Montes · Zafra · Zahínos · Zalamea de la Serena · Zarza-Capilla